# Horatia
Horatia is een geslacht van weekdieren uit de klasse van de Gastropoda (slakken).

## Soort
- Horatia schlosseri (Royo Gómez, 1922) †